# Claudius 2.
Imperator Cæsar Marcus Aurelius Valerius Claudius Augustus Gothicus eller Claudius II  (født 10. maj 213/214, død januar 270) var en romersk kejser, der regerede 268 – 270 e.Kr..
Han var en dygtig officer af illyrisk afstamning, kæmpede mod germanerne og indsattes som kejser af generalstaben efter mordet på Gallienus. Hans korte regeringstid er især kendt for én begivenhed: slaget ved Naissus (Niš) i det senere Jugoslavien, hvor romerne tilføjede en gotisk invasionshær et stort nederlag og derved forhindrede en katastrofe. Eftersigende var det efter dette slag at provinserne i Spanien erklærede troskab til ham. De spanske provinser havde i mange år været under det galliske rige, men eftersom de ikke blev beskyttet under et barbarisk plyndringstogt søgte de efter en ny beskytter og atter vendte tilbage til Roms beskyttelse. Under et forsat felttog omkring Sirmium, blev han smittet med pest og døde som følge af sygdommen. Eftersigende havde han peget på hans tro general Aurelian som han efterfølger og dermed havde hans baltiske, afrikanske og spanske legioner alle udpeget deres nye kejser. I Rom havde senatet i midlertid erklæret hans bror Quintillus som kejser.
Claudius’ indsats blev begyndelsen til vendepunktet under krisen i det tredje århundrede og lagde fundament for hans efterfølger Aurelian atter kunne samle riget igen.
En senere legende vil vide, at han var en slægtning til Konstantin den Store, men det er højst usikkert.